# Сори (Грузия)
Сори (груз. სორი) — село в Грузии, на территории Онского муниципалитета края (мхаре) Рача-Лечхуми и Нижняя Сванетия.

## География
Село находится в северной части Грузии, на правом берегу реки Риони, на расстоянии приблизительно 10 километров (по прямой) к западу от города Они, административного центра муниципалитета. Абсолютная высота — 676 метров над уровнем моря.

## Население
По результатам официальной переписи населения 2014 года, в Сори проживало 194 человека (88 мужчин и 106 женщин). В национальной структуре населения грузины составляли 99,5 %, осетины — 0,5 %.
| Год  | Население, человек |
| ---- | ------------------ |
| 2002 | 288                |
| 2014 | ↘ 194              |